# Бачинский, Кшиштоф Камиль
Кши́штоф Ками́ль Бачи́нский (пол. Krzysztof Kamil Baczyński; 22 января 1921, Варшава — 4 августа 1944, там же) — польский поэт и прозаик, принадлежащий к «поколению Колумбов». В годы Второй Мировой войны состоял в Серых шеренгах и Армии Крайовой. Погиб на четвёртый день Варшавского восстания в 1944 году.

## Биография
Сын литературного критика и историка литературы Станислава Бачинского, мать Стефания — педагог, автор нескольких школьных учебников. В 1939 году завершил учёбу в гимназии. Состоял в Союзе независимой социалистической молодёжи «Спартак», там он был соредактором журнала «Стрелы». Учился в Академии изящных искусств, мечтал о карьере графика и художника книги. Во время немецкой оккупации изучал польский язык и литературу в подпольном Варшавском Университете, подхорунжий в рядах Армии Крайовой.
В 1942 году Бачинскому под псевдонимом «Ян Бугай» удаётся выпустить в конспиративном издательстве первый в жизни сборник своих стихов под названием «Избранные стихи». Книга была отпечатана в девяноста шести экземплярах на ротаторе. Все эти экземпляры быстро разошлись, у автора осталась лишь одна книга.
В это же время к нему пришла любовь. Барбара, как и сам Бачинский, изучала полонистику в подпольном университете. «Обвенчались они, — пишет в воспоминаниях Ярослав Ивашкевич, — в Повислянском костеле чудесным июньским днем 1942 года. Сирень в том году цвела особенно пышно, и я пришел с огромным снопом… Бачинские, очень молодые, из-за малорослости выглядели ещё моложе, и вправду казалось, что на коленях перед алтарем стоят двое детей».
Бачинский погиб в ходе Варшавского восстания 1944 года в районе Театральной площади, жена Кшиштофа — Барбара пережила его всего на несколько недель и погибла 1 сентября того же года..
Похоронен вместе с женой на варшавском военном кладбище Воинское Повонзки.

## Творчество
В подполье опубликовал несколько малотиражных книжечек стихов, близких поэтике польского катастрофизма: «Замкнутый эхом» (1940), «Две любви» (1940), «Избранные стихотворения» (1942). Основная часть его наследия, в которое входят более 500 стихотворений, несколько поэм, два десятка рассказов, опубликована после войны. В 1947 году был издан сборник избранных стихов «Песня из огня». Всё его творческое наследие было издано в 1961 году. Остался крупнейшим поэтом своего поколения (так называемого «поколения Колумбов»), одним из легендарных имён польской литературы. Учреждена поэтическая премия его имени. Песни на его стихи исполняла Эва Демарчик и другие популярные барды.

## Сводные издания
- Utwory zebrane / Oprac. A. Kmita-Piorunowa, K. Wyka. — Kraków: Wydawnictwo Literackie, 1961.

## Публикации на русском языке
На русский язык стихотворения Бачинского переводили Анатолий Гелескул, Борис Дубин, Георгий Ефремов, Мария Петровых, Александр Ревич, Борис Слуцкий, Зыгмунт Левицкий, Наталья Горбаневская, Дмитрий Кузьмин.
- Стихи / Пер. с польск., сост. и пред. А. Гелескула. — М.: Художественная литература, 1978. — 190 с.